# 千葉県道233号勝浦停車場線
千葉県道233号勝浦停車場線（ちばけんどう233ごうかつうらていしゃじょうせん）は、千葉県勝浦市墨名のJR勝浦駅から勝浦市墨名の国道297号との交差点へ至る一般県道である。

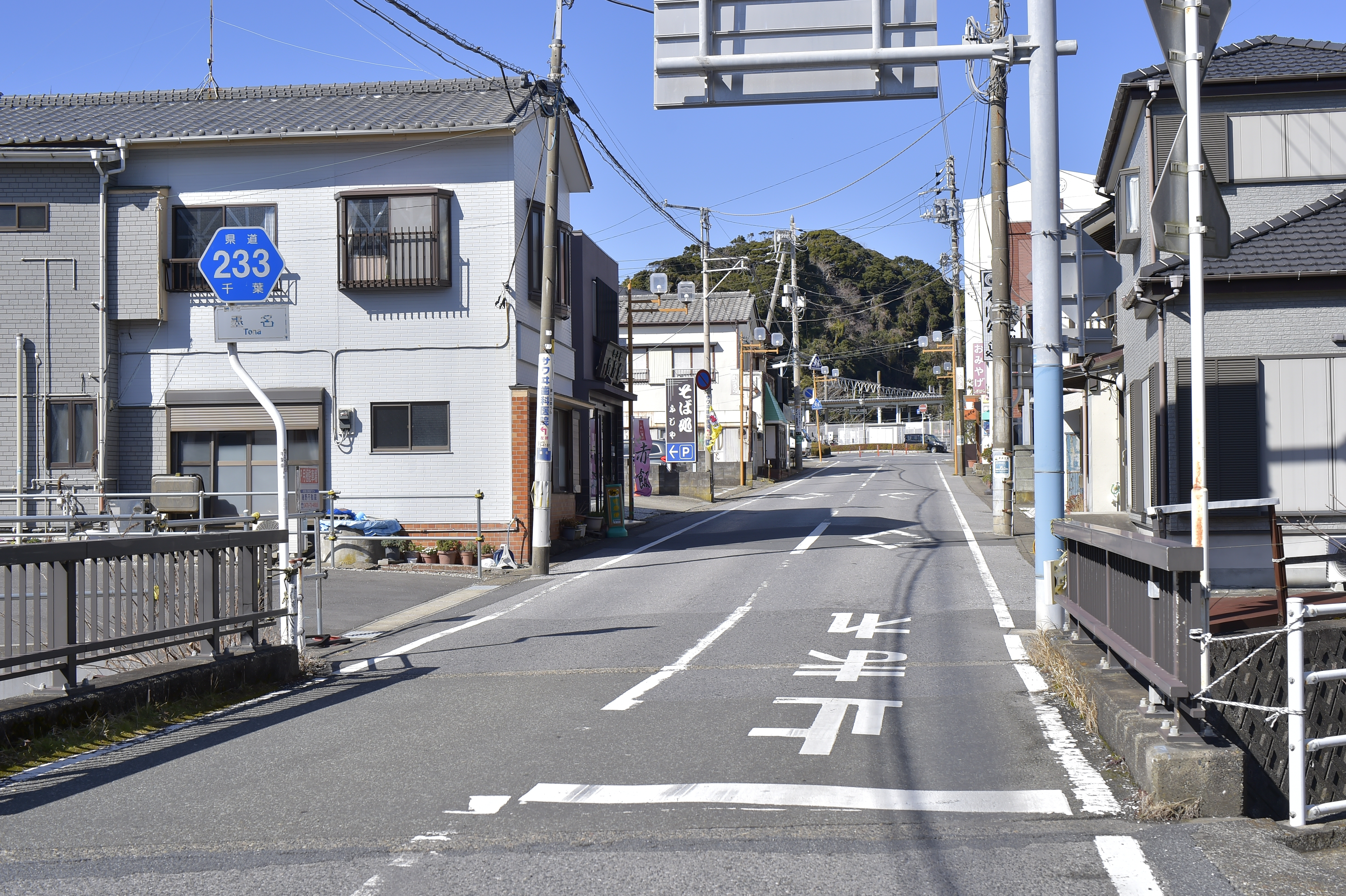
千葉県道233号勝浦停車場線
勝浦市墨名（2023年2月）

## 概要
起点はJR外房線勝浦駅の駅前ロータリー入り口付近で、終点は天理教夷隅分教会前の国道297号との交差点で直線の一本道となっている。
大型貨物自動車、大型バスは国道297号勝浦市墨名交差点から国道297号大多喜方面へ進入することが規制されているため、この県道233号を通行する。しかし、国道297号との交差点は狭いため、大型自動車は車線をはみ出さないと曲がれない。

### 路線データ
- 起点：千葉県勝浦市墨名（JR勝浦駅前）
- 終点：千葉県勝浦市墨名（交差点名標識なし、国道297号交点）
- 総延長：0.116 km（夷隅土木事務所管内：0.116 km[1]）
- 重用延長：なし（夷隅土木事務所管内：0.0 km）
- 実延長：0.116 km（夷隅土木事務所管内：0.116 km[1]）

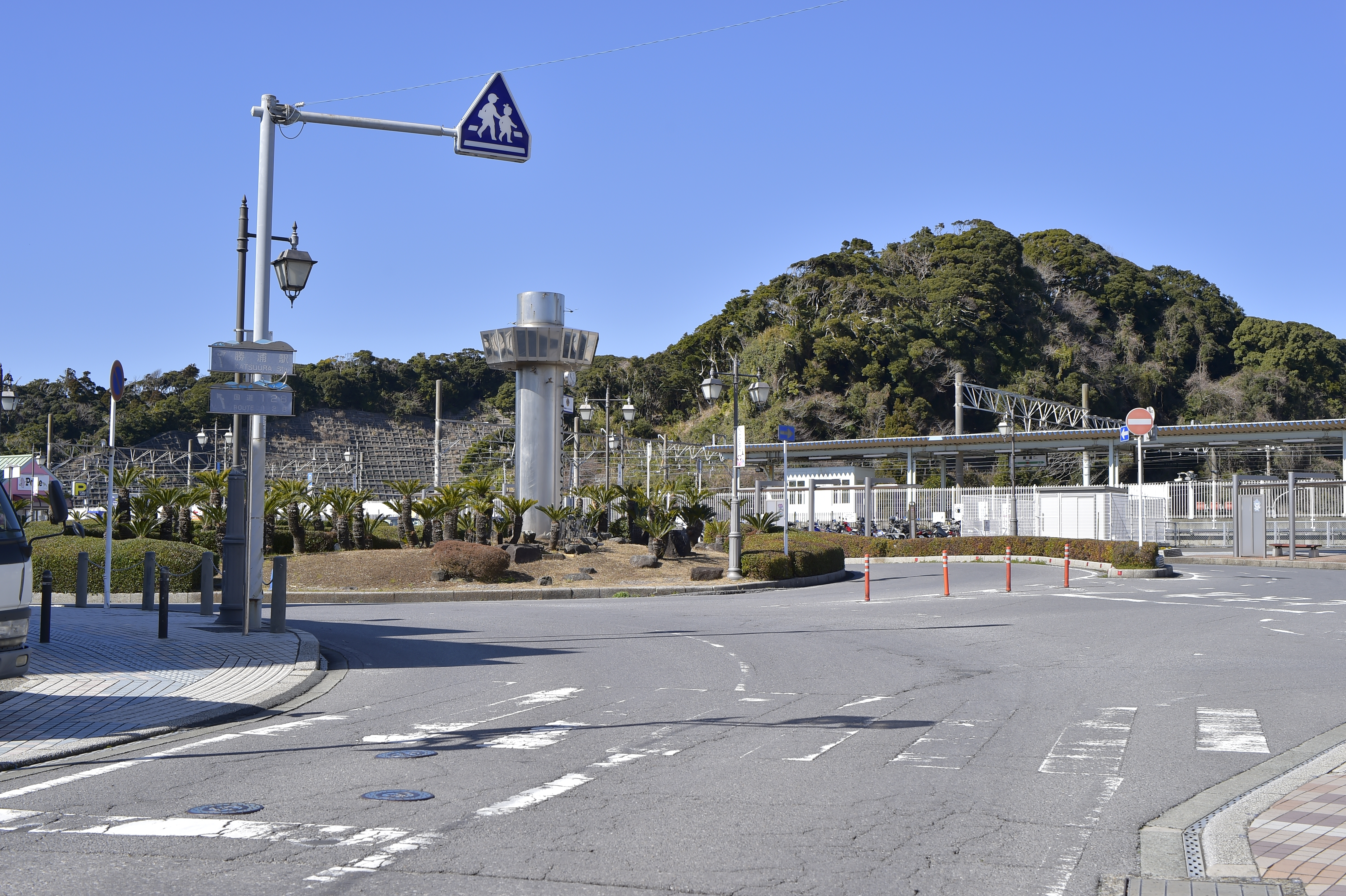
JR勝浦駅前広場前の横断歩道付近が本路線の起点
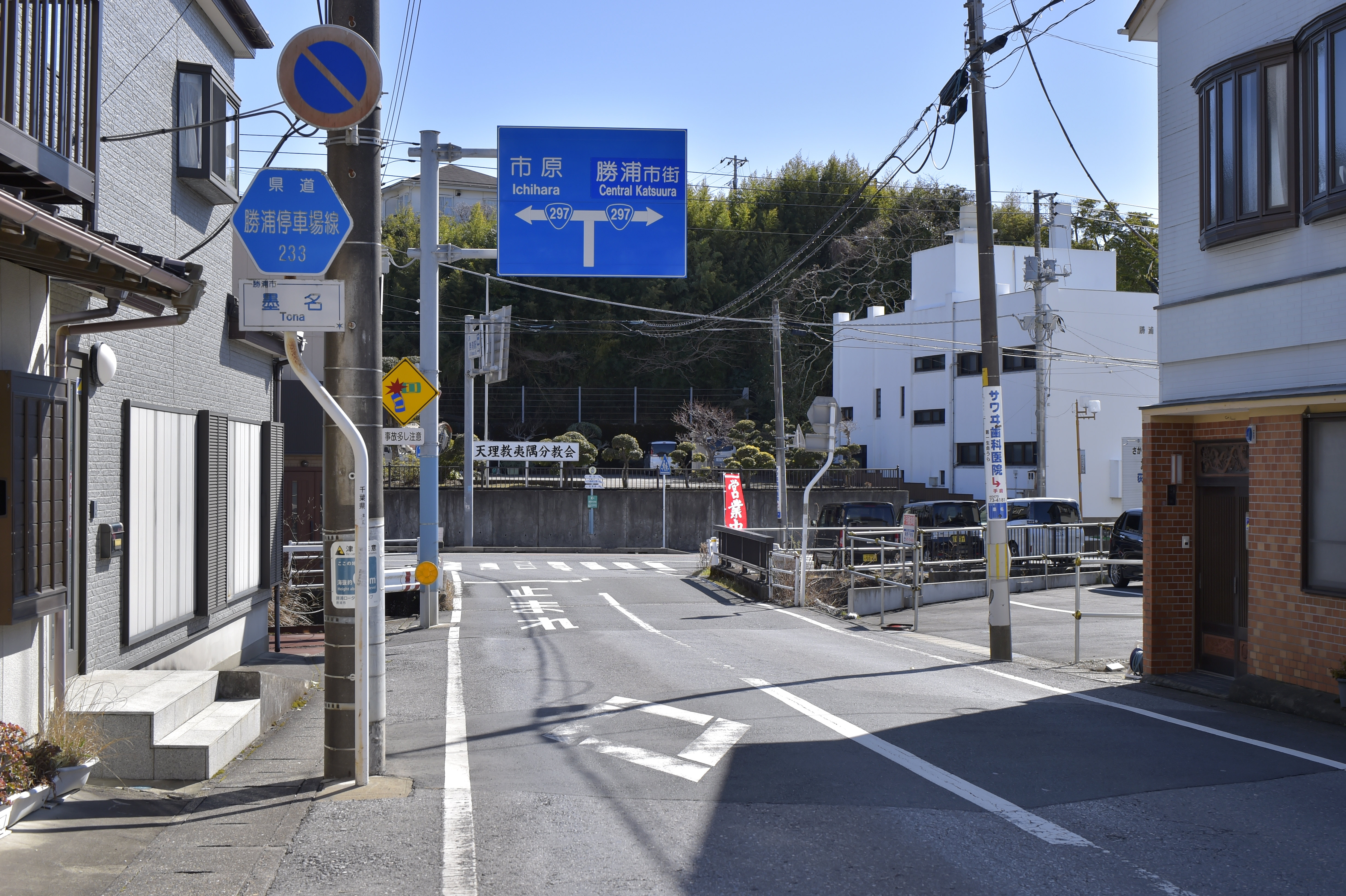
国道297号（大多喜街道）交点が本路線の終点

## 道路施設

### 橋梁
- 墨名橋（勝浦市墨名、6.3m）[2]

## 地理

### 通過する自治体
- 千葉県
  - 勝浦市

### 交差する道路
- 国道297号（交差点名標識なし、終点）